# Dezert

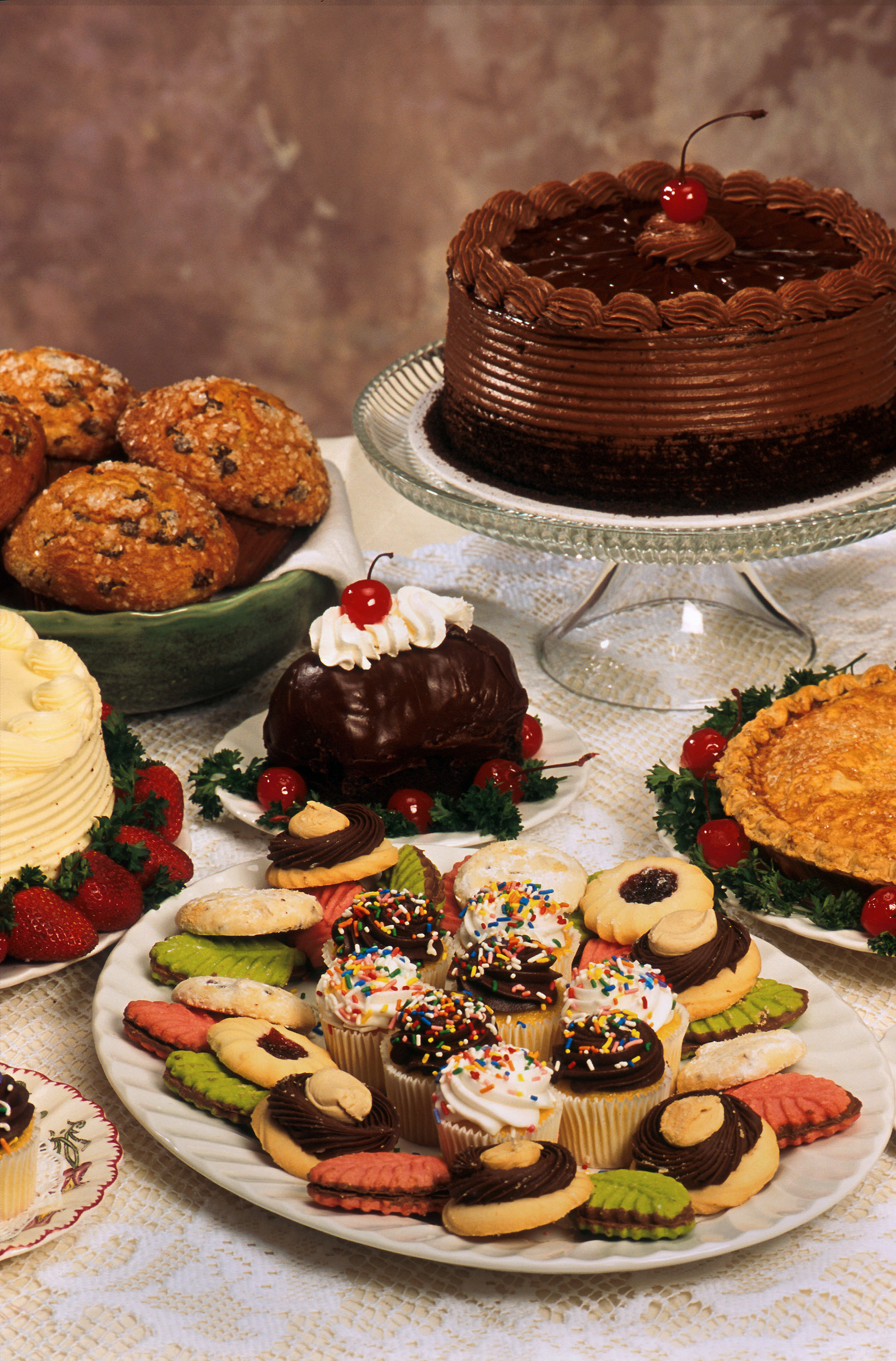
Dezerty

Dezert (z francouzského desservir – „uklidit ze stolu“) je jídlo podávané obvykle na zakončení menu. Tento výraz, známý již z roku 1539, se ujal v 17. století po velké francouzské revoluci a nahradil tak slovo le fruit („ovoce“) používané aristokracií pro jemné kandované ovoce a ořechy jako občerstvení po velkém jídle.
Za dezert se dnes považuje obvykle malá porce sladkého jídla (moučník, zákusek, dort, zmrzlina, pudink), jeho charakter je však silně podmíněn místními zvyklostmi.
V češtině je synonymem slova dezert výraz zákusek.

## Dezerty v různých zemích
Ve Francii je zvykem servírovat jako dezert ovoce a sýr (pokud možno několik druhů) s vínem, v Itálii kromě sladkostí rovněž sýr i ovoce, ve Španělsku se dezertem rozumí sladkosti, ale v závislosti na ročním období se servíruje i ovoce (v létě). V Británii se zakončuje jídlo ořechy, ovocem a portským vínem. V USA je za dezert považováno sladké pečivo, dort, zmrzlina či pudink. Ve střední a severní Evropě se pak můžeme setkat s koláči.
V ČR jsou za slavnostnější druhy dezertů považovány dorty či zákusky, které patří k různým druhům oslav. Běžnějším typem dezertů jsou pak moučníky – např. bábovky, koláče, štrúdly či bublaniny.
V mnoha národních kuchyních však není zvykem zakončovat jídlo dezertem, ale spíše čajem, kávou či ovocem. V Japonsku a Číně se pak cukrovinky konzumují jako druh občerstvení, ne na konci jídla

## Historie dezertů
Dnes je základem dezertů většinou sladké ovoce či cukr, který je získáván z cukrové třtiny či cukrové řepy. Dezert pak bývá zařazován na konec jídelního menu. Nebylo tomu tak však vždy. Francouzské kuchařky z období středověku a renesance zmiňují tzv. entremets, tedy jídlo podávané v přestávce mezi velkými chody. Mohlo se přitom jednat o sladký i kyselý pokrm. Sladkostmi se tehdy myslelo zejména ovoce či ořechy, které sloužily k vyčištění chuťové palety a jako forma podpory zažívání. Nebylo však běžné je jíst na konci jídla, ale mezi velkými jídly. Teprve v polovině 17. století jsou dezerty zařazovány na konec jídelního menu.
Cukr jako základ moderního dezertu byl původně nedostupným luxusem kvůli náročnosti pěstování a zpracování cukrové třtiny. První historická zmínka o cukru na území českých zemí pochází z roku 1344, kdy se objevil na hodovní tabuli Karla IV. V běžné populaci ale nebylo běžné jej konzumovat a pro vyšší třídy bylo tak použití cukru v pokrmech známkou prestiže, a tak se cukr začal přidávat i do původně slaných jídel. Teprve rozšíření cukru do běžných domácností v 18. století vedlo k jeho většímu využívání. Dezerty se pak staly běžně rozšířenými díky masové produkci způsobené průmyslovou revolucí a lepším možnostem chlazení potravin v průběhu 19. a na začátku 20. století.